# Cabeças no Ar
Cabeças no Ar é um projecto de música portuguesa formado em 2002.

## História
Banda sucedânea de Rio Grande, o projecto Cabeças no Ar conta com quatro músicos bastante conhecidos do panorama musical português: Rui Veloso, Jorge Palma, Tim e João Gil. A autoria das letras é de Carlos Tê.
Em 2002 lançaram um álbum homónimo. Os temas mais conhecidos são "A Seita Tem Um Radar" e "Primeiro Beijo"
Em 2004 foi feito um musical com o mesmo nome, que foi reposto em 2007.

## Integrantes
- Rui Veloso
- Jorge Palma
- Tim
- João Gil

## Discografia
2002 - Cabeças no Ar